# Лопатин, Алексей Сергеевич
 Алексей Сергеевич Лопатин (род. 20 июля 1956) — российский ученый в области энергетики, технической диагностики, один из идеологов создания и развития системы диагностического обслуживания объектов газовой промышленности, доктор технических наук, профессор. Почетный работник газовой промышленности (2000), Почетный нефтегазостроитель (2005), Почетный работник высшего профессионального образования РФ (2006), Почетный выпускник Губкинского университета (2016).
Лауреат премии Правительства РФ в области образования (2013). Лауреат премии Правительства РФ в области науки и техники (2019). Лауреат премии ПАО «Газпром» в области науки и техники (2015). Лауреат общественной премии имени Н. К. Байбакова (2016). Лауреат премии НТО имени академика И. М. Губкина (2000, 2012, 2018, 2021).

## Биография
Родился в Москве. Окончил МИНХ им. И. М. Губкина в 1979 году по специальности «Прикладная математика». Обучался в аспирантуре и докторантуре того же ВУЗа.
В 1984 году защитил кандидатскую диссертацию на тему «Разработка методов термогазодинамической диагностики газотурбинных газоперекачивающих агрегатов на компрессорных станциях магистральных газопроводов», научный руководитель — Поршаков Борис Павлович.
В рамках своей кандидатской диссертации А. С. Лопатин заложил теоретические и практические основы технического диагностирования газоперекачивающих агрегатов методами параметрической диагностики в станционных условиях с применением штатного оборудования.
В 1998 году защитил докторскую диссертацию на тему «Научные основы создания системы диагностического обслуживания газотранспортного оборудования компрессорных станций». В докторской диссертации отражены основные принципы построения системы диагностического обслуживания оборудования газовой промышленности, созданной при непосредственном участии А. С. Лопатина и актуальной в настоящее время.
В рамках создания отраслевой системы диагностического обслуживания А. С. Лопатиным разработаны:
- методология создания системы диагностического обслуживания газотранспортного оборудования компрессорных станций;
- система термогазодинамического обеспечения энерготехнологических задач транспорта газа;
- основные положения параметрической (термогазодинамической) диагностики газотранспортного оборудования компрессорных станций;
- термогазодинамические модели газоперекачивающего агрегата с учетом различных видов неисправностей центробежного компрессора и газотурбинной установки;
- методика оптимизации компрессорных станций c учетом фактического технического состояния газоперекачивающего оборудования.

Начиная с 2000-х годов А. С. Лопатин также активно занимается развитием науки и техники в области энергосбережения и развития применения возобновляемых источников энергии. При непосредственном участии А. С. Лопатина в РГУ нефти и газа (НИУ) имени И. М. Губкина в 2017 году создана базовая кафедра возобновляемых источников энергии.

## Профессиональная деятельность[2]
В 1973—1974 работал Лаборантом ВНИПИНефть.
В МИНХ им. И. М. Губкина (ныне — РГУ нефти и газа (НИУ) имени И. М. Губкина) занимал должности:
- стажера-исследователя (1979),
- заместителя секретаря, второго секретаря комитета ВЛКСМ (1979—1981),
- младшего научного сотрудника (1984—1986),
- ассистента (1986),
- старшего преподавателя (1987—1988),
- доцента (1988—1993, 1995—1999),
- профессора (1999—2022),
- проректора по информационным технологиям (2002—2010),
- советника ректора (2011—2019).

По совместительству работал на должностях заместителя директора (1991—1994) и директора (1994—1999) центра образования, науки и культуры ГАНГ им. И. М. Губкина.
С 2007 года и по настоящее время возглавляет кафедру термодинамики и тепловых двигателей РГУ нефти и газа (НИУ) имени И. М. Губкина.

## Общественная деятельность[2]
— председатель комиссии Ученого совета РГУ нефти и газа (НИУ) имени И. М. Губкина по редакционно-издательской деятельности:
— зам. председателя редакционного совета РГУ нефти и газа (НИУ) имени И. М. Губкина
— главный редактор журнала «Оборудование и технологии для нефтегазового комплекса»
— эксперт ПАО «Газпром»;
— член НТС АО «Газпром оргэнергогаз» и ООО «Эксиком»;
— зам. председателя Совета СРО «СОПКОР»;
— член Совета СРО «АСГиНК»;
— научный руководитель информационно-аналитического центра "Издательский дом «Губкин»;
— член двух диссертационных советов;
— член редколлегий 5 научно-технических журналов и сборников;
— член Правления Фонда выпускников-губкинцев;
— член оргкомитетов ряда международных и российских конференций.